# Фраза (лингвистика)
Фраза (грч. φράση – „израз”, „говор”), је у најширем смислу ријечи оно што је речено, језички исказ, реченица, а у ужем смислу фраза значи посебну узречицу неког језика, односно исто што и фразеолошка сраслица, фразеолошка цјелина или фразеолошка свеза. У генеративној граматици Ноама Чомског фраза значи синтагму разине ријечи. У фонетици се фраза дефинише као највиша јединица (друге су тактови, слогови и гласови), одијељена паузама, заокружена смислом и с одређеном схемом интонације; као таква фраза може обухватати и више реченица. Од оног првог значења (фраза као формално-граматичка јединица, односно реченица било које врсте) развило се у обичном говору значење према којем је фраза сваки надувени израз без правог садржаја, испразан говор („фразирање”, „фразер” – у српском према француском phrase, phraseur).